# Bodies (série de televisão)
Bodies é uma série de televisão britânica dos gêneros policial, espionagem e suspense criada por Paul Tomalin e distribuído pelo serviço de streaming Netflix. A série televisiva é baseada na publicação homônima da Vertigo Comics, uma subsidiária da DC Comics, escrita por Si Spencer e ilustrada coletivamente por Dean Ormston, Tula Lotay, Meghan Hetrick e Phil Winslade. Bodies teve sua estreia em 19 de outubro de 2023 com oito episódios iniciais.
O enredo gira em torno do aparecimento misterioso de um cadáver em um beco de Whitechapel, Londres. Este mesmo evento ocorreu em diferentes décadas - 1890, 1941, 2023 e 2053 - e leva a quatro diferentes investigações policiais que, por fim, acabam interligadas em uma realidade alternativa.

## Elenco

### Elenco principal
- Jacob Fortune-Lloyd como Sargento Charles Whiteman: Um detetive da Polícia Metropolitana de Londres durante o Blitz que se encontra dividido entre seus deveres morais com a sociedade inglesa e suas atividades ocultas como espião de uma organização secreta. Whiteman é um imigrante judeu que lida com o constante preconceito e desconfiança de seus colegas de trabalho. Fortune-Lloyd descreveu seu personagem como "um sobrevivente" e "um lobo solitário".[5][6]

- Amaka Okafor como Sargento Shahara Hasan: Uma detetive da Polícia Metropolitana de Londres que vive com seu pai e seu filho e divide seu tempo entre sua família e a profissão. Hassan descobre um cadáver num beco de Whitechapel no ano de 2023 e, conforme as investigações avançam, descobre que possui relações mais profundas com o crime e a vítima. Em entrevista, Okafor declarou que o papel como Hasan seria "o melhor de toda a sua vida" e destacou a profundidade criativa da série ao abordar "diferentes facetas" de "uma incrível detetive".[5][7]

- Kyle Soller como Inspetor Alfred Hillinghead: Um inspetor da Polícia Metropolitana de Londres que descobre um misterioso cadáver num beco de Whitechapel em 1890. Hillinghead entre em constantes conflitos com seus superiores por insistir em investigar o caso mesmo sem provas suficientes para prosseguir com a investigação. Um chefe de família dedicado e policial extremamente pragmático que vive durante as décadas finais da Era vitoriana, Hillinghead mantém sua orientação sexual em segredo, além de outros segredos que o colocam em conexão com o crime e a vítima.[5][8]

- Shira Haas como Iris Maplewood: Uma detetive que vive em 2053 num realidade distante em que a cidade de Londres é governada de forma autocrática por Elias Mannix, conhecido como "O Executivo". Em 2023, Maplewood ficou lesionada e perdeu seu irmão durante um atentado a bomba na cidade de Londres. Anos mais tarde, Maplewood tornou-se uma exímia detetive da polícia londrina que dedica-se principalmente a investigar as consequências do atentado, o que a coloca na mesma rota dos crimes misteriosos de Whitechapel nas décadas anteriores.[5] Maplewood utiliza a tecnologia SPYNE, desenvolvida por Mannix, que lhe permite retomar seus movimentos.[5][9][10]

- Greta Scacchi como Lady Polly Harker: Filha de Alfred Hillinghead e esposa de Julian Harker. Polly torna-se mãe de uma criança chamada Hayden.[11]

- Tom Mothersdale como Professor Gabriel Defoe
- Michael Jibson como Inspetor-chefe Danny Barber
- Stephen Graham como Comandante Elias Mannix / Sir Julian Harker: Um magnata e líder político influente do futuro distante de 2053. Mannix é o fundador e líder do grupo "O Executivo" que governa a cidade de Londres de forma autoritária e pragmática e defende a implantação de "uma sociedade perfeita" a todo custo. Alternativamente, Mannix tem associações com Julian Harker, um misterioso banqueiro inglês do século XIX que casa-se com a filha de um policial e torna-se um dos homens mais respeitados de seu ciclo social.[12] Paul Tomalin, criador da série, descreveu o personagem como "vilão de tamanha escala e magnitude" e destacou que a presença de Graham no elenco trouxe um "impacto imensurável" à produção.[13]

## Episódios
| N.º | Título                  | Dirigido por        | Escrito por  | Lançamento            |
| --- | ----------------------- | ------------------- | ------------ | --------------------- |
| 1 | "You're Dead Already"   | Marco Kreuzpaintner | Paul Tomalin | 19 de outubro de 2023 |
| Em 2023, a Detetive Shahara Hasan da Polícia Metropolitana de Londres persegue um adolescente armado chamado Syed. Chegando ao Beco Longharvest, em Whitechapel, Syed consegue fugir enquanto Hasan encontra o corpo de um homem aparentemente baleado no olho e uma enigmática tatuagem no pulso. Hasan investiga o caso e encontra novamente Syed, que afirma que ela foi a escolhida para encontrar o corpo e diz que "saiba que você é amada" antes de cometer suicídio. Em 1941, o Detetive Charles Whiteman enfrenta o antissemitismo de seus colegas durante o Blitz da Segunda Guerra Mundial. Ele também trabalha para uma organização misteriosa que lhe envia pedidos por telefone, encerrando cada ligação com a frase "saiba que você é amado". Whiteman recebe ordens para recuperar um corpo idêntico no Beco Longharvest. Transportando o corpo em porta-malas, Whiteman é interceptado pelo Detetive Farrell, que o acusa constantemente de corromper os valores da polícia. Farrell é atingido por destroços de um bombardeio nazista antes que pudesse revistar o carro. Whiteman fode da cena e, mais tarde, recebe a tarefa investigar o corpo e a morte de Farrell. A organização exige que Whiteman sabote a investigação e destrua todos os registros. Em 1890, o Inspetor Alfred Hillinghead passa pelo Beco Longharvest quando o mesmo corpo é descoberto. Hillinghead consegue fotografias do corpo através do jornalista local Henry Ashe, ao qual também prende por indecência grosseira ao descobrir sua homossexualidade. Em uma das fotos, há um reflexo na janela de um homem escondido perto do corpo. O legista, Ladbroke, fica assustado ao reconhecer o homem e exige que Hillinghead encerre a investigação. Em 2053, o veículo da Detetive Iris Maplewood detecta uma anomalia eletromagnética na região do Beco Longharvest. Maplewood investiga a área agora abandonada e descobre o corpo do mesmo homem, que ainda está vivo. |                         |                     |              |                       |
| 2 | "Do You Know Who I Am?" | Marco Kreuzpaintner | Paul Tomalin | 19 de outubro de 2023 |
| A equipe de Hasan investiga Elias Mannix, um jovem que foi visto com Syed antes do corpo ser encontrado. A polícia acessa imagens dele em um orfanato falando sobre um sonho recorrente em que ele mata um bebê enquanto diz "saiba que você é amado". Hasan interroga os pais adotivos de Mannix, que atraem a polícia para uma armadilha que resulta na morte do policial Rick Williams. A mãe adotiva de Mannix fala enigmaticamente e agradece a Hasan pelo que fará por Elias e pelo sacrifício iminente de seu filho, Jawad. Whiteman acusa um estuprador local e criminoso do mercado negro pelo corpo e morte de Farrell. Seu superior, Inspetor-chefe Calloway, tem várias suspeitas sobre a condução das investigações. Uma criança, que testemunhou Whiteman com o corpo em Longharvest, chega à delegacia. Hillinghead é encorajado por seu superior a encerrar o caso, mas não consegue queimar a foto do homem no reflexo do vidro. Ele é visitado por Ashe, que quer a foto de volta. Os dois concordam relutantemente em investigar o caso extraoficialmente. Em 2053, o Reino Unido é governado por uma organização distópica conhecida como "O Executivo". O governo é liderado pelo Comandante Elias Mannix, que tomou o poder após um bombardeamento devastador em 2023. O seu slogan é "Saiba que você é amado" (KYAL). Maplewood é impedida de investigar o caso, mas ilegalmente faz com que seu irmão distante identifique o homem que ela encontrou por meio de seu DNA como Gabriel Defoe, um professor de gravitação quântica. Maplewood é recrutada por Mannix para investigar a associação de Defoe com um grupo terrorista chamado Chapel Perilous. Visitando sua universidade, Maplewood confronta de forma chocante um Defoe aparentemente vivo. |                         |                     |              |                       |